# Reglette

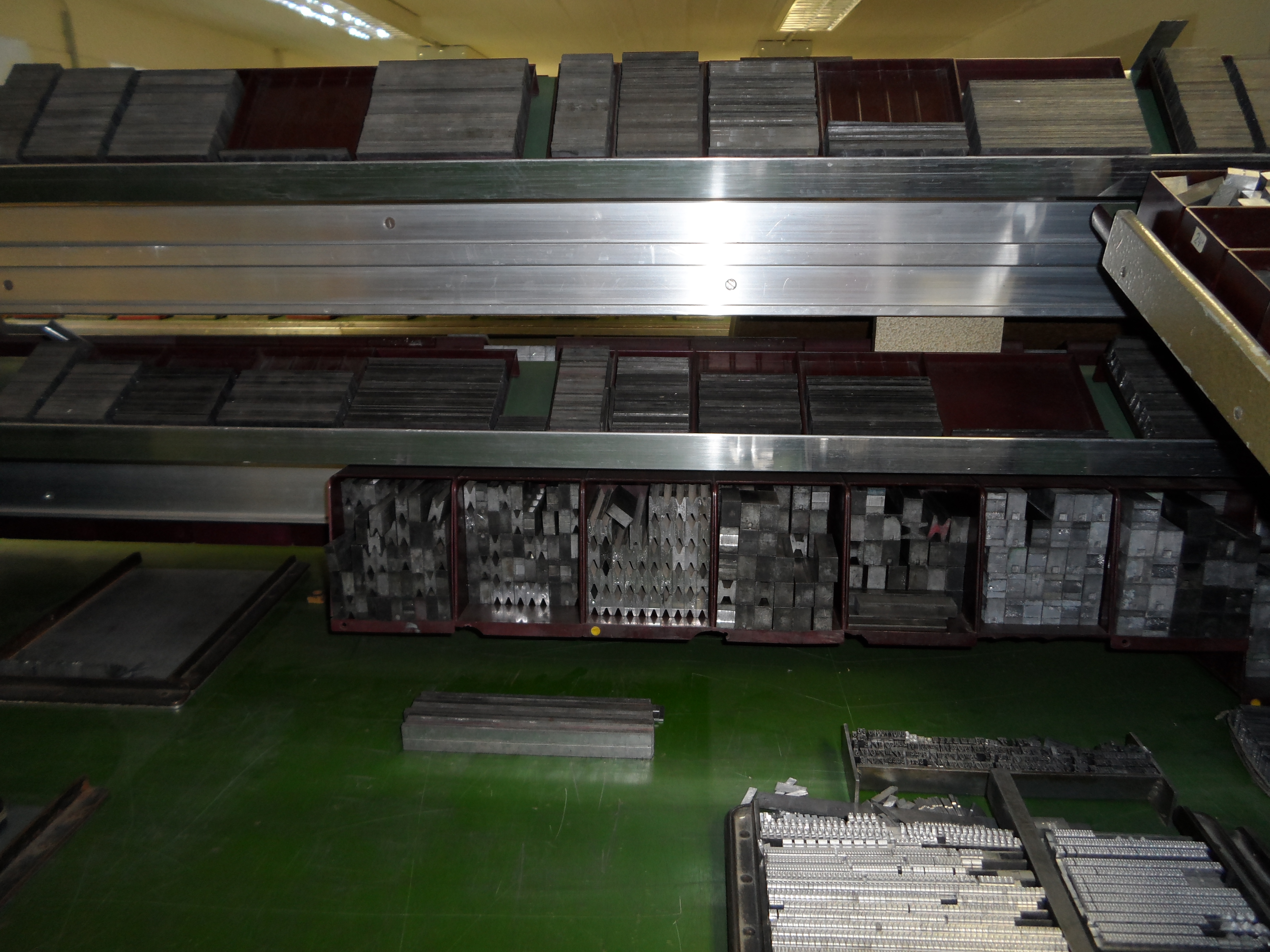
Regletten an einem Handsatzarbeitsplatz

Regletten bezeichnen im Bleisatz diejenigen Teile des Blindmaterials, die zum Anpassen des Zeilendurchschusses zwischen den einzelnen Zeilen verwendet werden.
Die verschiedenen Größen richten sich nach dem Schriftsatzmaß. Es gibt Regletten in den Stärken 1 p bis 20 p und in den Längen 8, 12, 16, 18, 20, 22 und 24 Cicero. Auf Wunsch stellten die Schriftgießereien auch längere Regletten her.
Genau wie das übrige Blindmaterial besitzen Regletten eine geringere Höhe (54 p) gegenüber den zu druckenden Teilen (62 2⁄3 p Normalhöhe). Regletten können aus der gleichen Metalllegierung wie das Letternmetall bestehen, es gibt aber auch Varianten mit davon abweichenden Materialzusammensetzungen, zum Beispiel aus Aluminium, Kunststoff und Holz.